# Амин (религија)
Амин, (хебр. амен) Нека тако буде! Тако је! Уобичајена реч на почетку и завршетку молитве.

## Амин симбол
Амин је симбол пристајања и потврде. Употребљен је у Светом писму, а налазимо га у литургији синагога и у хришћанству. У Апокалипси је Амен назив за Христа. Реч Амин блиска је изразу Аум. Оба појма имају исто значење. Потврда и пристајање садрже самог Господа.

## фигуративно значење
Фигуративно значење: „Свршено!“ , односно „Готова ствар.“

## Основно значење
Изражава једноставно жељу, а не извесност. Пре свега значи: извесно, заиста, сигурно, или једноставно: да. У ствари, овај прилог је изведен од хебрејског корена који значи сталност, чврстину, сигурност. Рећи амин значи дати на знање да сматрамо истинитим оно што је управо речено, кад хоћемо да потврдимо неки предлог или да се придружимо нечијој молитви. 

## Преузимање обавезе и повлађивање
Ако потврђује неку реч, амин може имати ослабљено значење, које одговара нашем „нека тако буде” (Јер. 28,6). Али најчешће је то реч која обавезује: њом потврђујемо своје слагање с неким (1 Кор 1, 36 ), прихватамо неко посл. (Јер. 11,5 ), узимамо на себе неку заклетву и Божији суд који ће за њом следити (Бр. 5,22). Још је свечаније заједничко преузимање обавезе приликом литургијске обнове Савеза (уп. Нем. 5,13). У литургији ова реч може попримити и другачију вредност: ако се обавезујемо према Богу, значи да се поуздајемо у његову реч и да се предајемо његовој моћи и доброти; ово истовремено значи благосиљање онога коме се подвргавамо (Нем 8,6); оно је молитва која је сигурна да ће бити услишена (Тов 8,8; Јдт 15,10). Амин тада значи литургијско повлађивање, и зато му је место иза доксологија (1 Днев 16,36); то је значење често у Новом завету (Рим 1,25; Гал 1,25; 2 Пет 318; Јев 13,21). 
Ако је амин повлађивање којим се заједница здружује с оним који моли у њено име, онда та реч претпоставља да се разуме њен смисао, како би се могло прионути уз оно што се чује (1 Кор 14,16). Осим што је израз приањања, повлађивања, амин најзад закључује песму изабраника у небеској литургији (Отк 5,14; 19,4), где се амин здружује са алилуја. 1)Божији амин и амин хришћанима. - Бог се слободно везао и он остаје веран својим обећањима; он је Бог истине: то је значење израза да је Бог -амин (Ис 65,16). 

## Божији Амин – то је Исус Христос
По њему заправо, Бог у целини остварује своја обећања и јасно показује да у њему нема да и не, него само да (2 Кор 1,19 сл). На овом месту Павле хебрејско âмēн преноси грчком речју nai, што значи да. Исус понекад започиње своје изјаве речју амин (Мат 5,18; 18,3 ...), која у Јеванђељу по Јовану бива удвостручена (Јн 1,51; 5,19); тада поступа на начин који је у јеврејском народу нечувен; он је, без сумње, из богослужног обрасца, али кад се њом служи за своје потребе, он вероватно транспонира пророчки наговјештај „Реч је Јахвеова“. Он не наглашава само да је Он изасланик Бога истине него и то да су његове речи истините. Реч која се тако најављује има и своју претходну историју која остаје неизражена, а Амин је тој историји само крај; а која друга предисторија може ту бити посреди осим разговора између Оца и Сина? Исус, наиме, није само онај који говори истину јер изговара Божје речи: Он је сама Реч Бога истинитог, врхунски Амин, верни и истинити сведок (Отк 3,14). Зато се хришћанин мора сјединити с Христом и тако одговорити Богу, ако хоће да буде веран; једини делотворан Амин јесте онај што га је Христос изрекао на славу Божју (2 Кор 1,20). Црква изговара овај Амин удружена са изабраницима на небу (Отк 7,12), и нико га не може изговорити ако благодат Господа Исуса Христа није с њиме; зато Библија завршава жељом која је запечаћена завршним Амином: жељом да та благодат буде са свима. (Отк 22, 21).